# 복수의 화신
《복수의 화신》(영어: An Eye for an Eye)은 미국에서 제작된 스티브 카버 감독의 1981년 범죄 액션 스릴러 영화이다. 척 노리스 등이 출연하였고, 프랭크 캐프라 주니어 등이 제작에 참여하였다.

## 출연진
- 척 노리스
- 크리스토퍼 리
- 리처드 라운트리
- 마코
- 로절린드 차오
- 스튜어트 팬킨
- 테리 카이저
- 멜 노백
- J. E. 프리먼